# Августовская революция 1945 во Вьетнаме
Августовская революция 1945 года во Вьетнаме (вьет. Cách mạng Tháng Tám) — национально-освободительная революция, свергшая марионеточный прояпонский режим Вьетнамской империи, короткое время существовавшей на территории Вьетнама в конце Второй мировой войны. Августовская революция явилась закономерным результатом борьбы вьетнамского народа против французских колониалистов, захвативших страну во второй половине XIX века, и японских оккупантов, подчинивших Вьетнам в 1940 году.

## Предыстория
Во второй половине XIX века Вьетнам попадает в колониальную зависимость от Франции и становится частью созданного в 1887 году французского Индокитайского Союза. Вскоре после падения Франции колониальная администрация Индокитая была вынуждена пойти на уступки перед Японией. Французский Индокитай был поставлен под экономический и военный контроль Японии: на территорию Вьетнама были введены имперские военные части, а в стране фактически был установлен «совместный протекторат» Японии и Французского государства, хотя формально вся власть в стране продолжала оставаться в руках Вишистской администрации во главе с генерал-губернатором Деку.
В мае 1941 года в местечке Пакбо (провинция Каобанг) состоялся VIII Пленум Коммунистической партии Индокитая, которым руководил Хо Ши Мин. На нем было принято официальное решение о создании «Лиги независимости Вьетнама» — Вьетминь. В 1941—44 годах Вьетминь, ведя широкую пропагандистскую кампанию под лозунгом «Долой японцев и французов!», создавал боевые отряды и сеть опорных баз.
22 декабря 1944 года в провинции Каобанг был создан первый вооруженный агитационный отряд Вьетнамской освободительной армии (в дальнейшем Народная армия Вьетнама) под руководством Во Нгуен Зяпа. Уже через два дня — 24 и 25 декабря 1944 года — это формирование вступило в первые бои: боевым крещением стали атаки на французские военные посты в Файкхате и Нангане.
После волны побед Императорской армии Японии (декабрь 1941 — май 1942) в войне на Тихоокеанском театре военных действий произошёл перелом. Потеря тихоокеанских островов в феврале 1943 — октябре 1944 и поражения в битвах за острова Рюкю и Филиппины в конце 1944 — в начале 1945 годов ещё больше осложнило положение Японской империи. В этой ситуации японские оккупационные власти стремились заручиться поддержкой представителей национально-освободительного движения.
9 марта 1945 японские войска осуществили государственный переворот в Индокитае, ликвидировав французскую администрацию. Император Бао Дай согласился принять из рук японцев «независимость» и объявил договор 1884 года, превратившего Вьетнам в колонию Франции, недействительным. Сразу же после переворота активизировали свою деятельность вьетнамские националистические силы. 17 апреля был сформирован новый кабинет во главе с националистом Чан Чонг Кимом, известным историком и учёным.

## Курс на захват власти

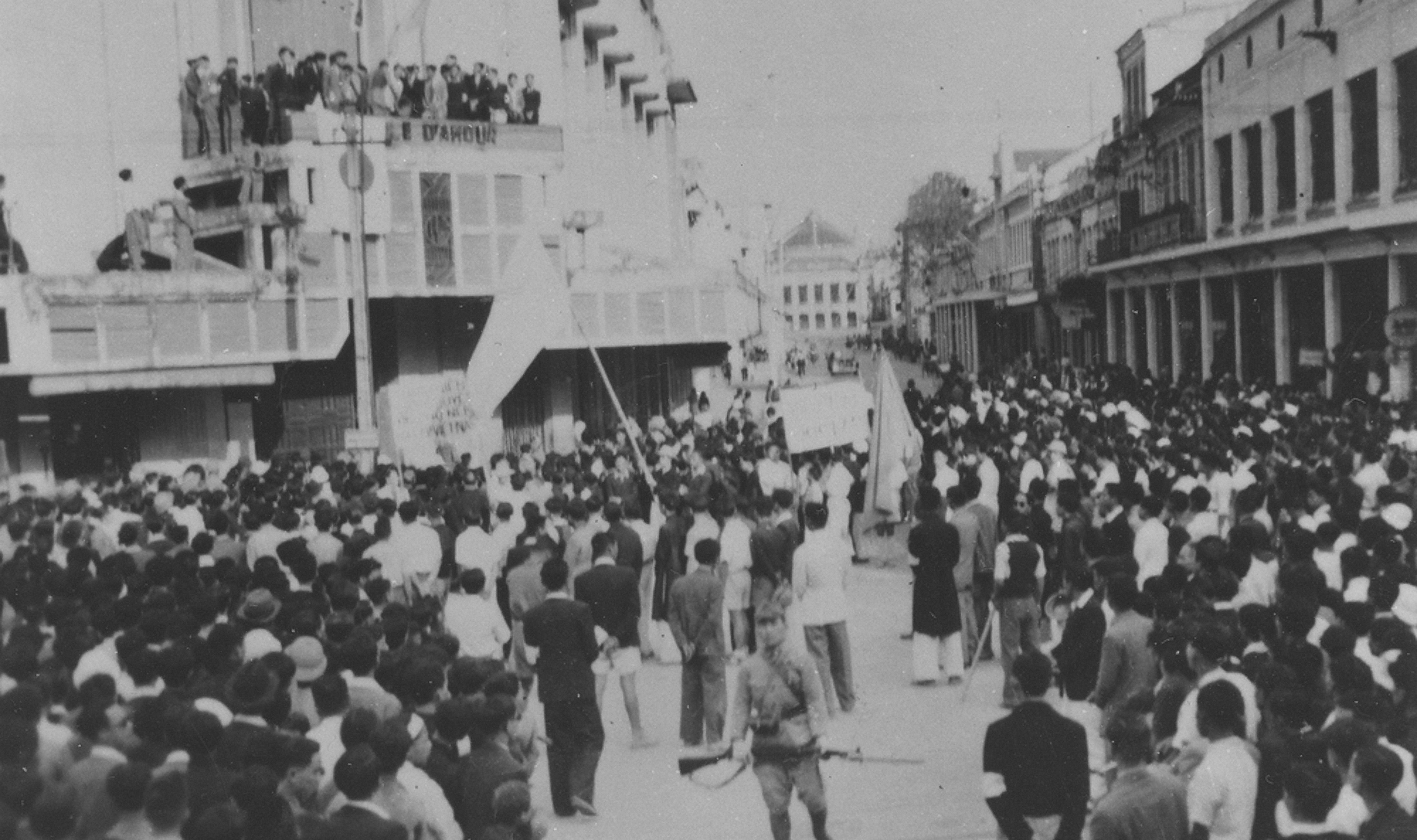
Ханой после 9 марта 1945 года

9—12 марта 1945 года в местечке Тышон (провинция Бакнинь) постоянное бюро ЦК КПИК под председательством Чыонг Тиня определило тактику партии в новых условиях, выдвинуло задачу развернуть борьбу с целью захвата власти. Прежний лозунг «Долой японцев и французов!» был снят и заменен лозунгами «Долой японских фашистов!» и «Установить революционную власть народов Индокитая!».
15—20 апреля 1945 года в уезде Хиепхоа (провинция Бакзянг) Вьетминь провёл военно-революционную конференцию, которая наметила план подготовки ко всеобщему восстанию и призвала к образованию местных органов власти (Народных комитетов и Комитетов освобождения). Также было принято решение о созыве Национального съезда для формирования Всенационального комитета освобождения и создания Временного правительства.
В мае 1945 года, в соответствии с решением конференции, все вооружённые силы Вьетминя были объединены в единую Вьетнамскую освободительную армию. Народные комитеты на местах назначались командирами Вьетнамской освободительной армии, а затем с их помощью создавались организации Спасения Родины. Был также создан Военно-революционный комитет Северного Вьетнама.
В результате весной 1945 года Вьетминь обеспечил себе военный контроль над частью Северного Вьетнама. Японские войска контролировали только важнейшие стратегические дороги и города. Гарнизоны и посты французской армии и Армии безопасности (вспомогательные войска из вьетнамцев, созданные французами) в большинстве случаев не только не оказывали сопротивление вьетнамским партизанам, но и порой соглашались сотрудничать с Вьетминем.
4 июня 1945 года в шести провинциях Северного Вьетнама, находящихся под контролем Вьетминя (Каобанг, Баккан, Лангшон, Тхайнгуен, Туенкуанг и Хазянг), был образован единый освобождённый район с центром в местечке Танчао (провинция Туйенкуанг), который к августу распространил своё влияние на ряд провинций нижней и средней дельты Красной реки. Численность партизан выросла до 10 000. В то же время Центральный Вьетнам продолжал по большей части оставаться под контролем правительства Чан Чонг Ким. Южный Вьетнам, где не было голода, как в Северном, и где на политической арене существовало множество сил, конкурирующих с Вьетминем, влияние Лиги оставалось наименее значительным.

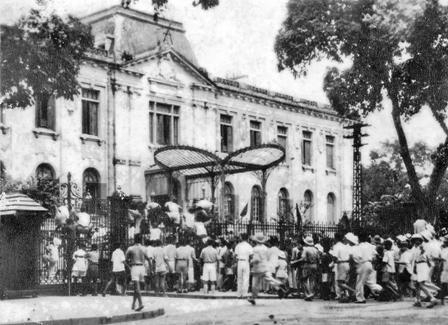
Занятие Тонкинского дворца в Ханое 19 августа 1945 года

## Революция
13—15 августа 1945 КПИК провела в Танчао национальную конференцию, на которой было решено начать всеобщее восстание до вступления в Индокитай англо-американских войск и установить во Вьетнаме демократическую республику. В ночь с 13 на 14 августа 1945 года был сформирован Общенациональный комитет восстания во главе с Во Нгуен Зяпом, который сразу же отдал приказ № 1 о начале восстания. 16 августа в Танчао состоялся Национальный конгресс Вьетминя, в работе которого приняло участие свыше 60 делегатов, представлявших различные партии и народности. Он принял решение о захвате власти и создании Демократической Республики Вьетнам на основе полной независимости, им также было избрано временное правительство — Национальный комитет освобождения Вьетнама во главе с Хо Ши Мином.

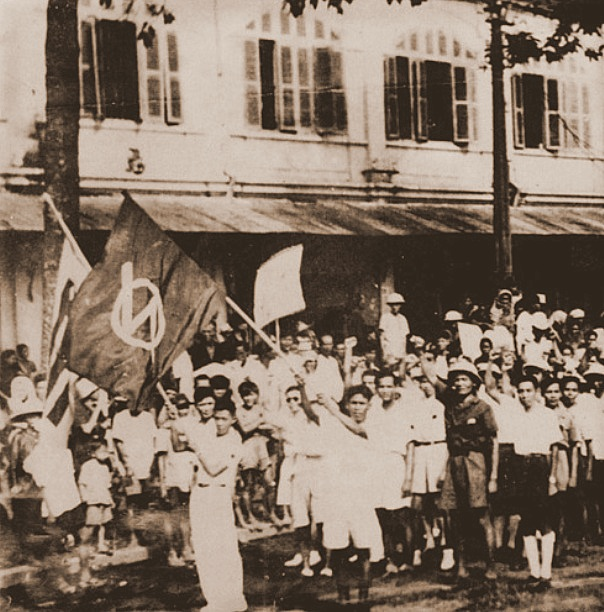
Демонстрация Троцкистской лиги Вьетнама в Сайгоне 21 августа 1945 года

Руководители японских войск и администрации, морально сломленные обращением императора Сёва о капитуляции, раскололись. Одни стали освобождать политических заключённых и передавать оружие вооружённым силам Вьетминя, другие (в том числе многие высокопоставленные офицеры) оказывали противодействие Лиге. Чан Чонг Ким попытался взять контроль над ситуацией в свои руки, но это ему не удалось. 17 августа началась всеобщая политическая демонстрация в Ханое. 19 августа состоялся митинг на Театральной площади, на котором Вьетминь впервые предстало перед народными массами города. Столица полностью находится под контролем Лиги. Этот день считается днем победы революции в Ханое, где 20 августа был образован Народный революционный комитет Северного Вьетнама во главе с Нгуен Тхангом. 25 августа Хо Ши Мин прибыл в столицу. 27 августа Национальный комитет освобождения Вьетнама, по предложению Хо Ши Мина, был преобразован во временное революционное правительство, список из 15 членов которого был опубликован в ханойских газетах 28 августа: председателем правительства и министром иностранных дел стал Хо Ши Мин.
23 августа под контроль восставших перешла бывшая императорская столица династии Нгуен — город Хюэ. 25 августа император Бао Дай отрёкся от престола. 25 августа в Сайгоне состоялась большая демонстрация, создан Народный революционный комитет Южного Вьетнама во главе с Чан Ван Зяу, из десяти членов которого лишь шесть представляли Вьетминь.
30 августа на многотысячном митинге Бао Дай зачитал отречение — империя Дайнам прекратила своё существование. 2 сентября Хо Ши Мин, выступая на полумиллионном митинге на площади Бадинь в Ханое, от имени Временного правительства торжественно провозгласил Декларацию независимости Вьетнама, знаменовавшую рождение Демократической республики Вьетнам (ДРВ).

## Последствия революции

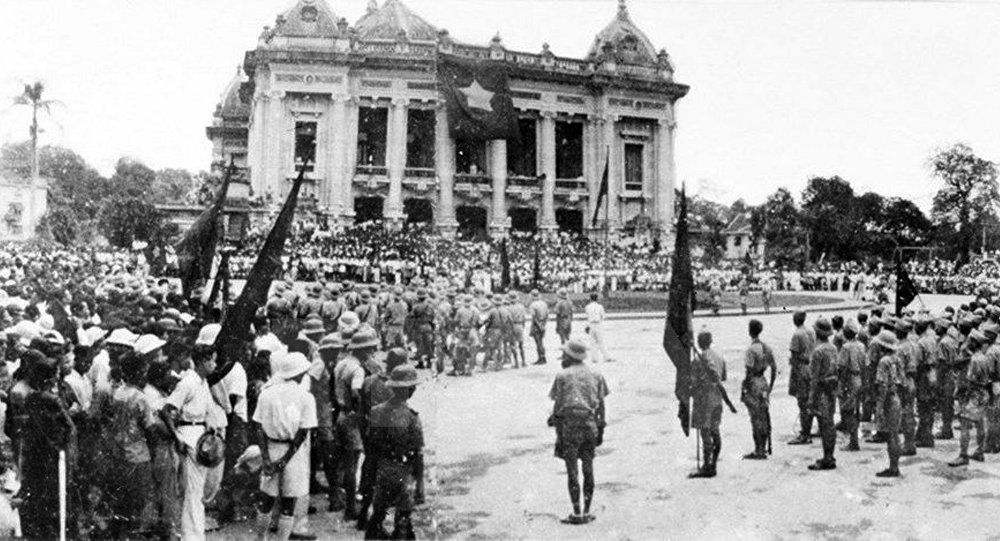
Митинг и парад в поддержку Вьетминя перед Ханойским оперным театром 30 августа 1945 года.

Августовская революция освободила Вьетнам от японских захватчиков и марионеточного режима Бао Дая, открыв путь коммунистам к установлению своей власти в стране; оказала влияние на развитие национально-освободительного движения в соседних Лаосе и Камбодже. В то же время революция не освободила Вьетнам окончательно от иностранного господства. Франция, не желавшая смириться с потерей Французского Индокитая, в конце 1945 года ввела в страну войска, что положило начало Первой Индокитайской войне, известной во Вьетнаме как «Война Сопротивления».